# Six sonates pour violon seul (Ysaÿe)

Les Six sonates pour violon seul  op. 27 est un ensemble de six sonates composées par le violoniste belge Eugène Ysaÿe en juillet 1923. Elles sont composées chacune pour un virtuose de son époque.

## Historique
Après avoir entendu Joseph Szigeti interpréter les sonates et partitas pour violon seul (BWV 1001-1006) de Johann Sebastian Bach, Ysaÿe a eu envie de composer des œuvres pour violon seul qui traduisent l'évolution des techniques du violon et de la musique de son époque. Dans cet ensemble de sonates, il a utilisé des caractéristiques importantes de la musique du début du XXe siècle, tels que les gammes par tons entiers, les dissonances, et les quarts de tons. Ysaÿe a également employé tout au long un archet virtuose et des techniques de main gauche avancées, car il croyait que « de nos jours les outils de maîtrise du violon, en matière d'expression, de technique, de mécanisme, sont beaucoup plus nécessaires que dans le passé. En fait, ils sont indispensables, si le but est de s'exprimer sans retenue ». Ainsi, cet ensemble de sonates impose des exigences techniques élevées à ses interprètes. Pourtant, Ysaÿe a averti constamment les violonistes qu'ils ne doivent jamais oublier de jouer au lieu de se préoccuper des aspects techniques. Un maître de violon « doit être un violoniste, un penseur, un poète, un être humain ; il doit avoir connu l'espoir, l'amour, la passion et le désespoir, il a dû vivre toute la gamme des émotions afin de toutes les exprimer dans son jeu ».
Comme pour les sonates et partitas de Bach, les quatre premières sonates sont en mineur et les deux dernières en majeur. La première et la dernière ont les mêmes tonalités (sol mineur, mi majeur). Les sonates ont été publiées en 1924 par les soins d'A. Ysaÿe, l'un des fils du compositeur.

## Sonatano1, ensol mineur, "Joseph Szigeti"
La sonate no 1, en quatre mouvements, est dédiée à Joseph Szigeti.
1. Grave
2. Fugato
3. Allegretto poco scherzoso
4. Finale ; Con brio

Durée : environ 15 minutes
Dans le premier mouvement, il est indiqué tremolando ponticello, mode de jeu qui libère des harmoniques étranges.

## Sonateno2, enla mineur, "Jacques Thibaud"
La sonata no 2, en quatre mouvements, est dédiée à Jacques Thibaud, un ami d'Ysaÿe.
1. Obsession ; Prélude
2. Malinconia
3. Danse des Ombres ; Sarabande
4. Les furies

Durée : environ 12 minutes
Le premier mouvement cite le prélude à la partita en mi majeur de Bach qui se mêle au thème du Dies iræ. Le titre Obsession traduit que l'ombre de Bach était présente pendant tout ce travail de composition.

## Sonateno3, enré mineur, "Georges Enesco"
La sonate est une ballade en deux sections intitulées :
- Ballades ; Lento molto sostenuto
- Allegro in tempo giusto e con bravura

Durée : environ 7 minutes
Cette sonate a été créée par Josef Gingold.

## Sonateno4, enmi mineur, "Fritz Kreisler"
1. Allemanda
2. Sarabande
3. Finale

Durée : environ 11 minutes
Cette quatrième sonate a été imposée lors du premier concours international de violon Eugène-Ysaÿe en 1937.

## Sonateno5, ensol majeur, "Mathieu Crickboom"
La sonate est dédiée à Mathieu Crickboom, l'élève favori d'Eugène Ysaÿe et second violon du quatuor qu'il a créé.
1. L'Aurore
2. Danse rustique

Durée : environ 9 minutes
Tout en gardant un aspect poétique, la sonate emploie des pizzicati de la main gauche et des passages en « percussion ».

## Sonateno6, enmi majeur, "Manuel Quiroga"
Manuel Quiroga, le violoniste espagnol qui est le dédicataire de cette sonate, ne l'a jamais jouée en public pour des raisons de santé. La sonate est écrite dans le style d'une habanera espagnole, avec une section médiane agitée. Elle est remarquable pour sa riche texture et ses passages chromatiques. Elle ne possède qu'un seul mouvement :
1. Allegro giusto non troppo vivo

Durée : environ 7 minutes